# 豔弄蝶屬
豔弄蝶屬（學名：Mnaseas）是弄蝶科弄蝶亞科中的一個屬。物種分佈於新熱帶界。

## 物種
- Mnaseas bias (Plötz, 1882)
- 豔弄蝶 Mnaseas bicolor (Mabille, 1888)